# Міжнародні пакти про права людини
Міжнародні пакти про права людини — включають в себе Міжнародний пакт про економічні, соціальні та культурні права і Міжнародний пакт про громадянські і політичні права, які були відкриті для підписання в 1966 році і вступили в дію в 1976. Поряд із Загальною декларацією прав людини, вони є головними нормативними документами в галузі міжнародних прав людини.
Зазначені документи стали важливим джерелом міжнар. співробітництва в галузі прав людини. Однак в УРСР вони були ратифіковані формально. На цьому факті наголошували діячі дисидентського руху 1960—1980-х років в Україні, які наполягали на прямому впровадженні положень Загальної декларації прав людини 1948 в повсякденне життя радянських громадян. Такий процес, як показали події перебудови , тільки прискорив демонтаж тоталітарної системи (див. Тоталітаризм ), яка так і не пережила спроб пом’якшення режиму суцільного державного контролю за всіма аспектами людського життя. Різні суспільства мають неоднакові можливості для реального забезпечення прав людини. Вони залежать від рівня розвитку певного суспільства, національних, релігійних та інших особливостей. Право на участь в управлінні державою є невід’ємним від громадянства. Водночас усі права людини неподільні та складають єдиний комплекс. Інакше «захист» однієї групи прав людини може привести до порушення інших прав та свобод. Пріоритетом є право на життя, без якого втрачають сенс решта прав. На початку 1970-х рр. набула поширення концепція «трьох поколінь» прав людини. Перше покоління — це громадянські та політичні права. Їхня ідея народилася ще за часів Французької революції кінця 18 століття. Друге покоління становлять соціально-економічні та культурні права. Нарешті третє покоління становлять «права солідарності»: право на мир, на розвиток, на захист навколишнього середовища. Найбільше проблем у міжнародних відносинах з’являється в процесі кореляції між правами людини та правами народів. Після Гельсінкської наради з безпеки та співробітництва в Європі 1975  відбулася інтернаціоналізація механізмів контролю за дотриманням прав людини. Тому націо суверенітет більше не є виправданням для систематичного порушення прав людини. Однак і після закінчення «холодної війни» проблема захисту прав людини лишається конфліктогенною, оскільки вона залишається політизованою та ідеологізованою. Міжнародно-правові зобов’язання, які розвивають та конкретизують принцип поваги прав людини, вважаються універсальними стандартами прав людини. Головним чином вони визнані ООН. Регіональні стандарти прав людини, наприклад європейські, можуть іти далі універсальних. Міжнародний пакт про громадянські і політичні права передбачає обмеження прав людини, але вони мають бути встановлені законом та обґрунтовані загрозами національній безпеці, зокрема, під час дії надзвичайного стану. Визначальним критерієм для нормалізації ситуації з правами людини є повернення держави та суспільства до гуманістичних традицій. Передумовою для цього може бути гармонізація зв’язків між громадянином, суспільством та державою, зокрема через дієві механізми громадянського суспільства. Оскільки такого «ідеального» стану в історії не було, тому сенс послідовного захисту прав людини на всіх соціально-політичних рівнях полягає в недопущенні систематичних порушень прав людини.